# Braniborská brána
Braniborská brána, německy Brandenburger Tor, patří k nejznámějším pamětihodnostem Berlína a k jeho významným symbolům. Braniborská brána stojí v centru města na rozhraní dvou známých a velkých tříd: na západ od ní počíná Straße des 17. Juni (Ulice 17. června), na východ od brány pak pokračuje historická třída Unter den Linden (Pod lípami). S touto stavební památkou je spojeno mnoho historických událostí města.

## Architektura
Braniborská brána je 26 metrů vysoká, 65,5 metrů široká a 11 metrů dlouhá (hluboká) stavba z pískovce ve stylu raného klasicismu. Svým vzhledem silně připomíná propylaje athénské Akropolis. Má pět průjezdů, střední je poněkud širší nežli čtyři postranní, po obou stranách se nacházejí malé haly.
Bránu tvoří 15 metrů vysoké sloupy v jónsko-dórském stylu s průměrem 1,75 metrů u paty. Stavba je zdobena ornamenty a reliéfy, které zobrazují mimo jiné různé výjevy ze života Herkulova, boha Marta a bohyně Minervy. Brána je korunována 5 metrů vysokou sochou kvadrigy (čtyřspřeží), představující okřídlenou bohyni vítězství, která vjíždí do města na čtyřmi koňmi taženém voze.

## Dějiny
Braniborská brána byla zřízena roku 1734 jako celní brána v opevnění Berlína. Mezi roky 1788 a 1791 ji pruský král Fridrich Vilém II. nechal přestavět v dnešním stylu raného klasicismu, práce provedl architekt Carl Gotthard Langhans. Roku 1793 dostala brána kvadrigu, zhotovenou Johannem Gottfriedem Schadowem.
Tato socha představovala okřídlenou bohyni míru Eirene; roku 1806 byla Napoleonem dopravena do Paříže, ale již roku 1814 byla převezena zpět do Berlína. Při její restauraci byl původní věnec z dubového listí nahrazen novým symbolem, totiž železným křížem, čímž byla Schadowova bohyně míru Eirene nově definována jako bohyně vítězství Viktorie.
Původně směl Braniborskou bránou projíždět pouze německý císař. Dne 30. ledna 1933 byla brána svědkem velkého průvodu nacistické NSDAP, která slavila převzetí moci v Německu. Ke konci druhé světové války, kdy zde sovětské jednotky vyvěsily rudou vlajku, byla brána silně poškozena dělostřelbou německé armády (v tu dobu již ovšem existoval sádrový obtisk sochy). Během padesátých let 20. století byla Braniborská brána poprvé rekonstruována (za spolupráce NDR a SRN), přičemž byl železný kříž a orel odstraněn (jako symboly pruského militarismu).
Během existence berlínské zdi se brána nacházela v hraničním pásu a nebyla přístupná. Historicky vešel ve známost proslov presidenta USA Reagana, který zde při návštěvě Západního Berlína 1987 pronesl známou výzvu, adresovanou tehdejšímu prvnímu tajemníkovi KSSS Gorbačovovi: „Mr. Gorbachev, open this gate! Mr. Gorbachev, tear down this wall!“ („Pane Gorbačove: otevřte tuto bránu! Pane Gorbačove: strhněte tuto zeď!“)

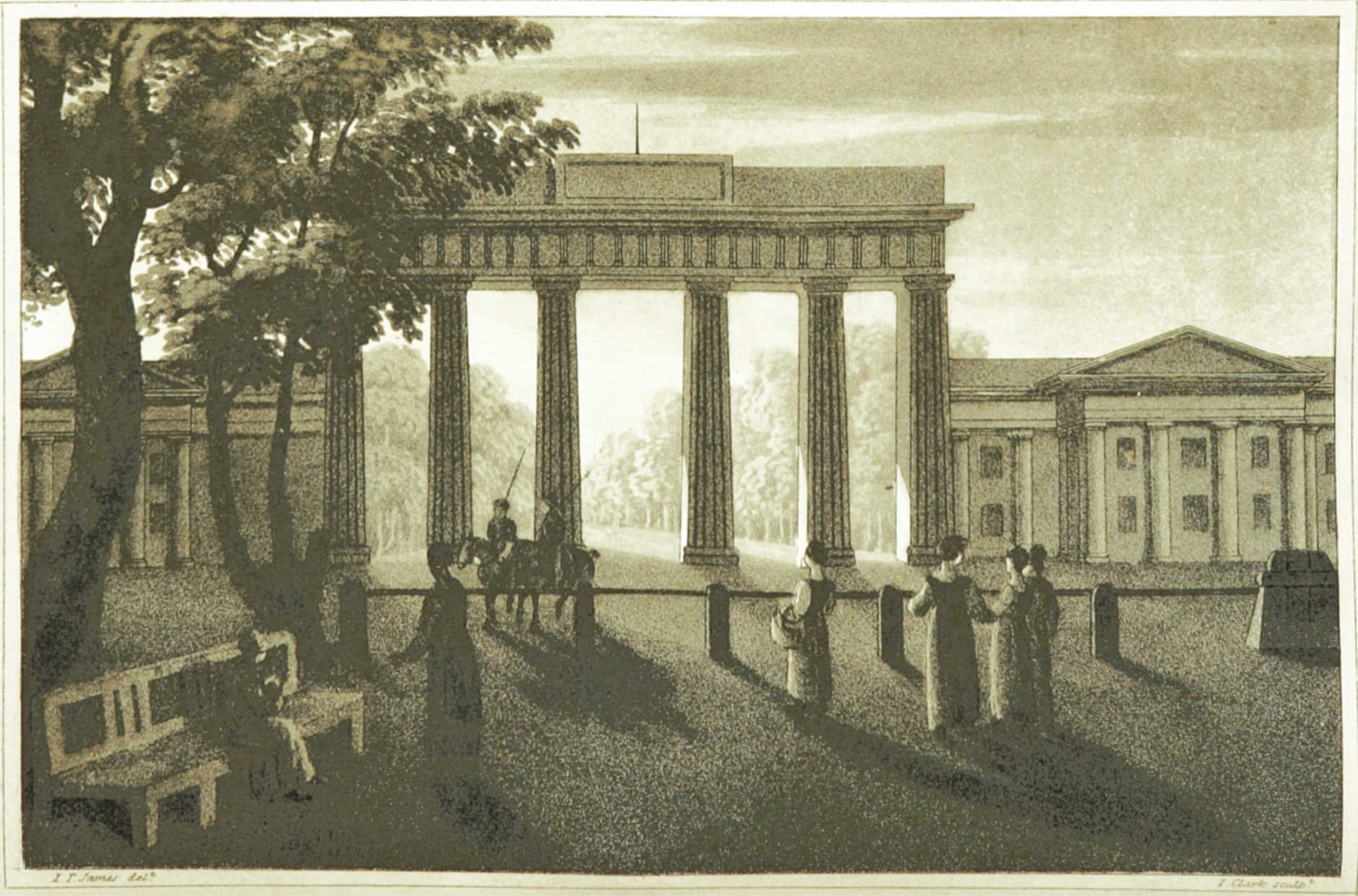
Brána bez kvadrigy, 1813
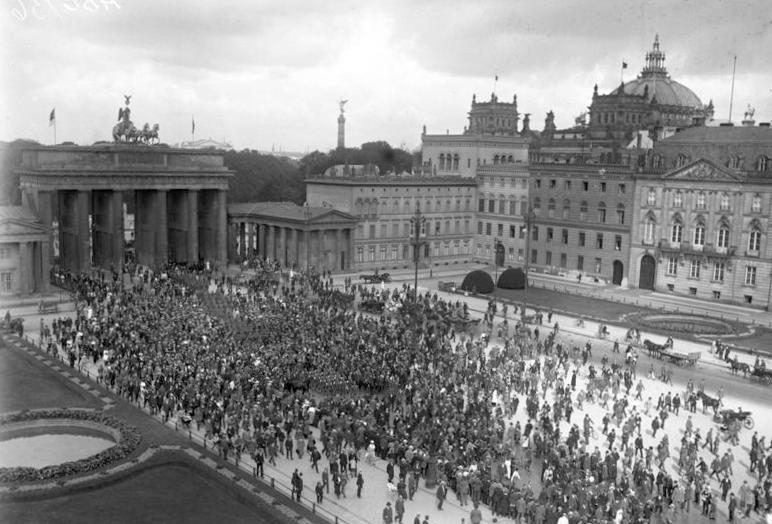
Vyhlášení ústavy Výmarské republiky 11. srpna 1923
- Film z července 1945
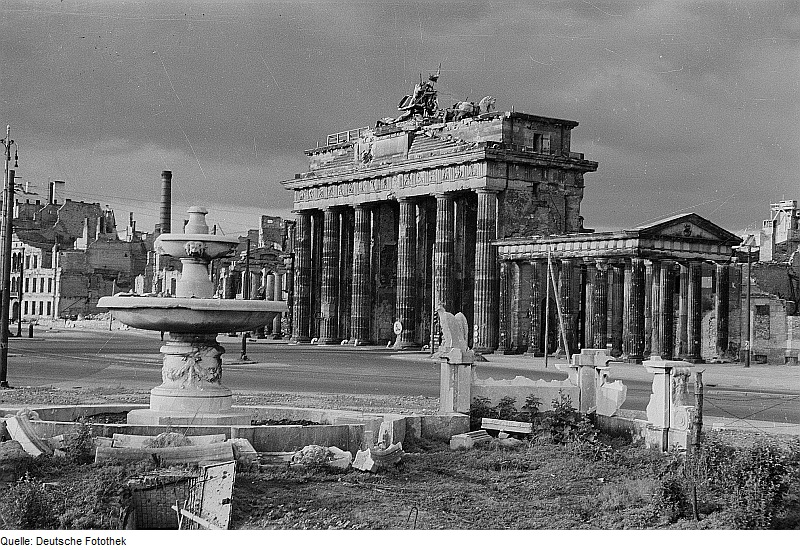
Stav v roce 1947.
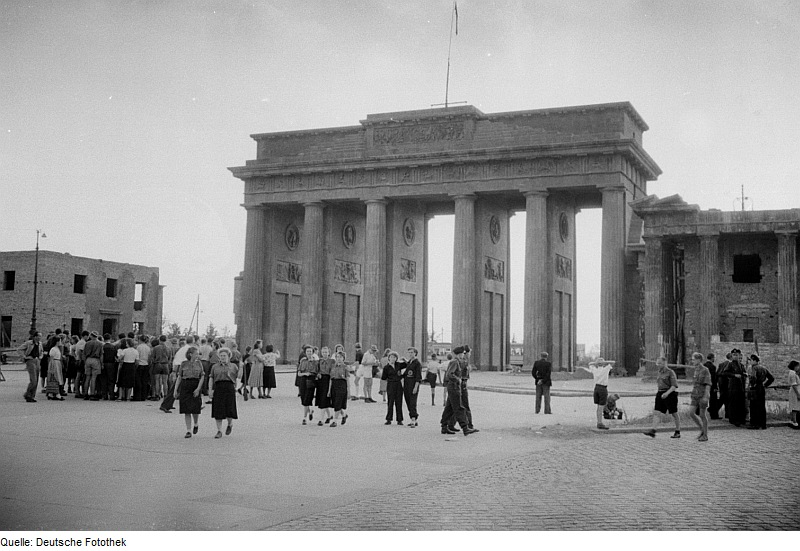
Brána v roce 1951 po odstranění kvadrigy.
Braniborská brána v roce 1984, východoněmecká strana.
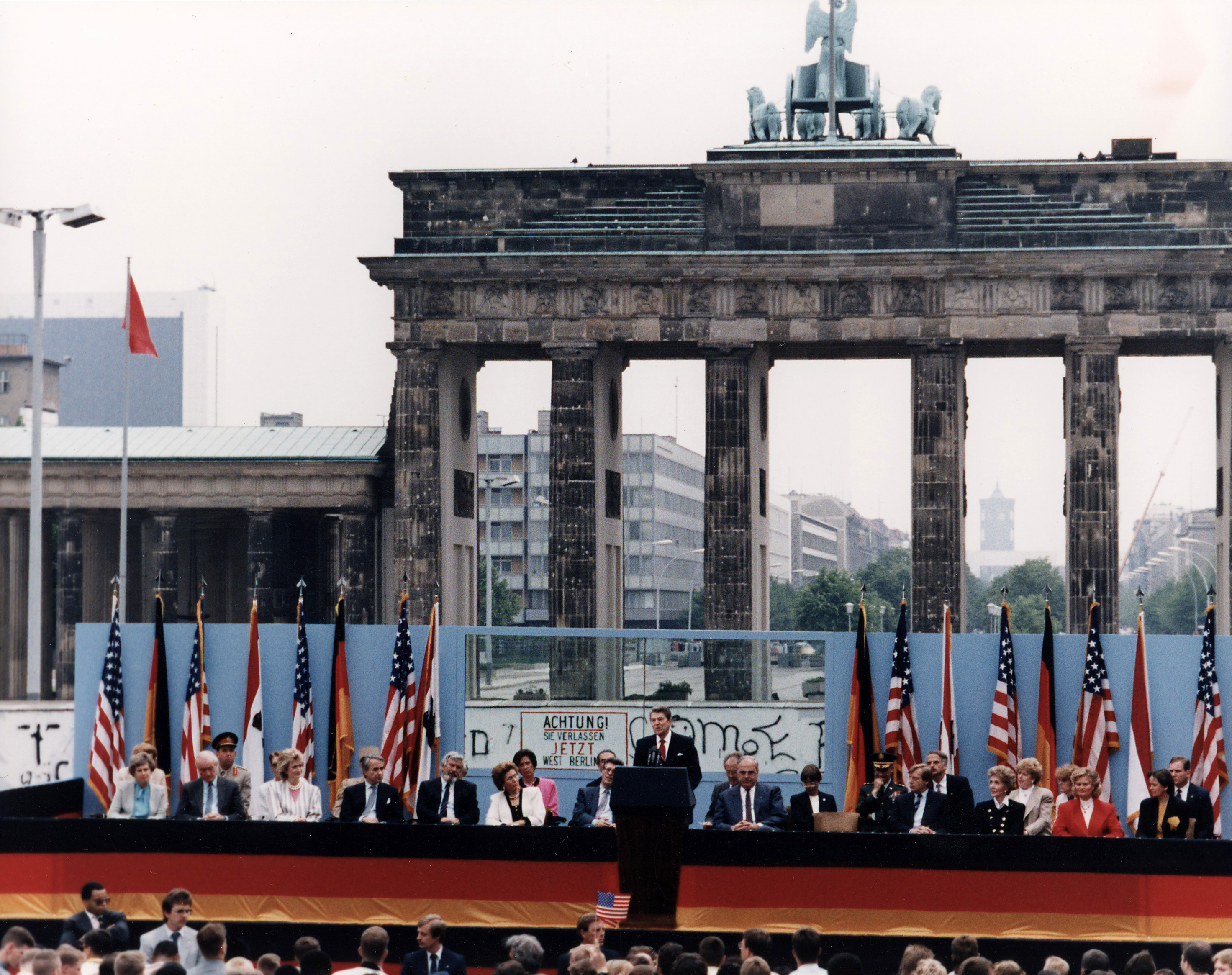
Prezident Ronald Reagan v Západním Berlíně během své slavné řeči v roce 1987
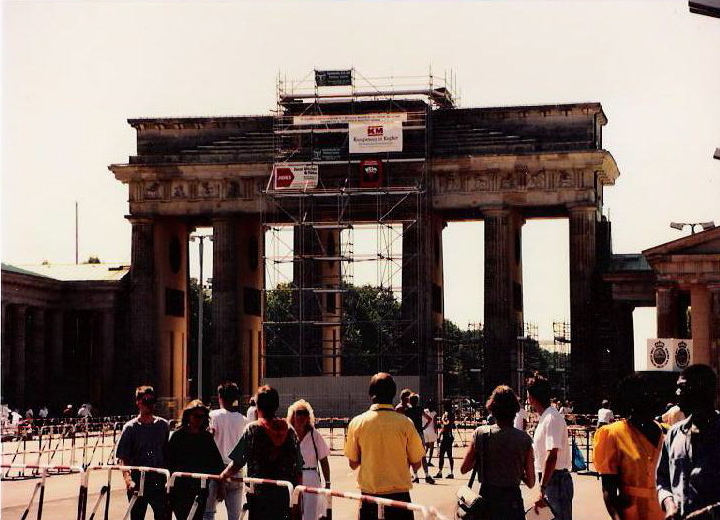
Po znovusjednocení byla brána zpřístupněna pro veřejnost, a začala její rekonstrukce.
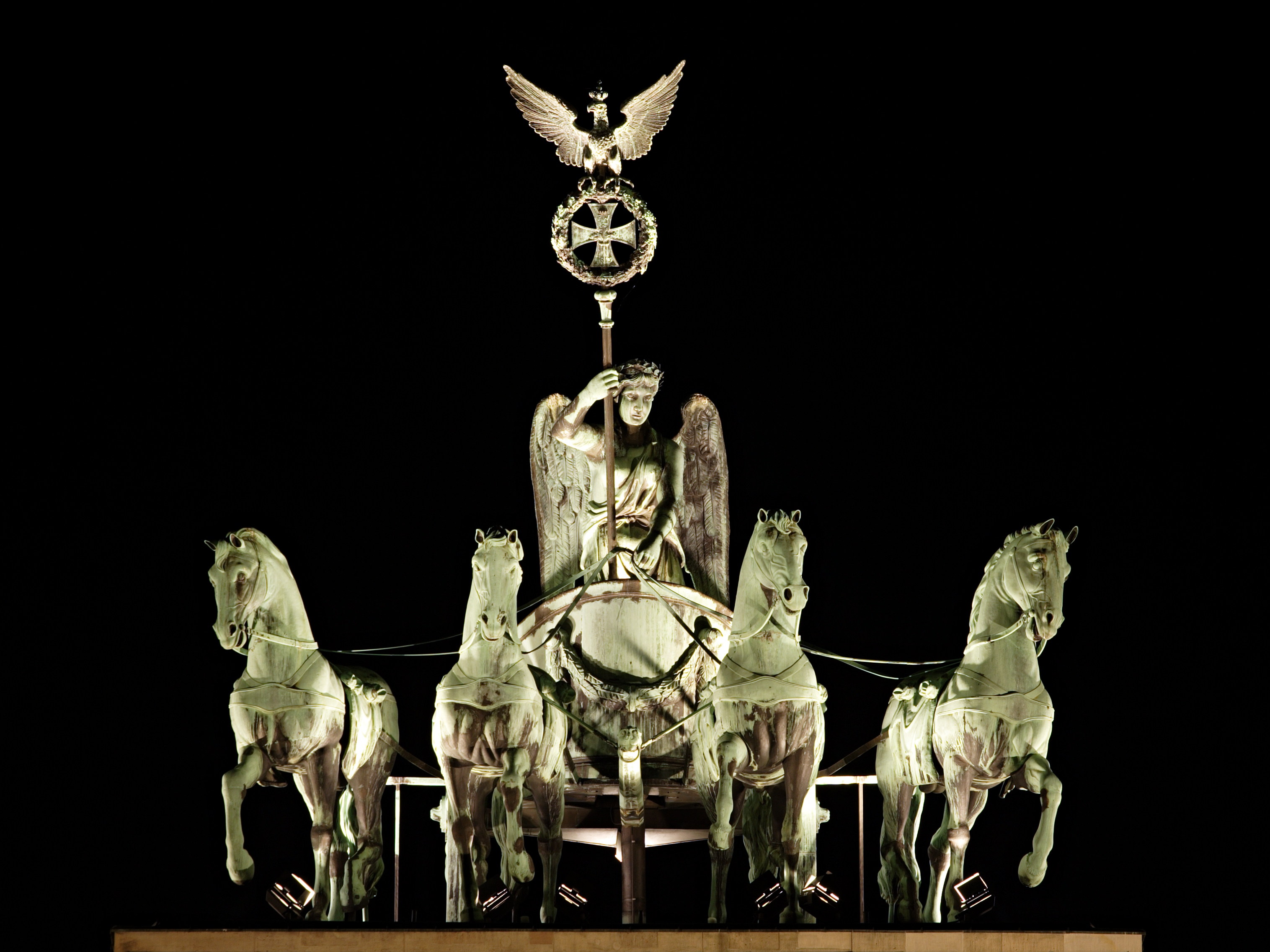
Kvadriga na Braniborské bráně v noci.

### Brána dnes
Po sjednocení Berlína a Německa byla jak socha kvadrigy, tak i brána samotná znovu restaurována v původní podobě. Brána zdobí – jako symbol rozdělení a sjednocení města i země – lícovou stranu německého vydání mincí eura. Každoročně se zde během silvestrovské noci konají velká oslavná shromáždění s ohňostrojem.